# パンカジ・カプール
パンカジ・カプール（Pankaj Kapur、1954年5月29日 - ）は、インドの俳優。ヒンディー語映画・テレビシリーズ・演劇を中心に活動しており、これまでに国家映画賞、フィルムフェア賞など複数の賞を受賞している。世界映画における最高の俳優の一人に挙げられ、『Raakh』『Ek Doctor Ki Maut』『Maqbool』などの代表作がある。

## 生い立ち
1954年5月29日にパンジャーブ州ルディヤーナーに暮らすカトリ家庭に生まれる。幼少期をパンジャーブ州で過ごし、成長と共に演劇に興味を抱くようになり、国立演劇学校に進学した。
1979年に女優・ダンサーのニーリマ・アジームと結婚した。夫妻はニューデリーに居住し、1981年に息子シャーヒド・カプールが生まれるが、1984年に離婚した。その後、1988年にスプリヤー・パータクと再婚し、娘サナー・カプールと息子ルハーン・カプールをもうけた。

## キャリア
国立演劇学校卒業後は4年間舞台演劇した後、映画俳優となった。また、監督としても活動しており、『Mohandas B.A.L.L.B.』『Wah Bhai Wah』『Sahabji Biwiji Ghulamji』『Drishtanth』『Kanak Di Balli』『Albert's Bridge』『Panchvan Savaar』など74本の舞台演劇を手掛けている。
1982年にシャーム・ベネガルの『Arohan』で映画デビューした。同年にはリチャード・アッテンボローの『ガンジー』でマハトマ・ガンディーの第二秘書役を演じ、ヒンディー語吹替版ではガンジー役を務めたベン・キングズレーの吹き替えを担当した。その後は『Mandi』『Jaane Bhi Do Yaaro』『Mohan Joshi Hazir Ho!』『Khandhar』『Khamosh』『Chameli Ki Shaadi』『Ek Ruka Hua Faisla』『青春の終着点』などのパラレル映画を中心に出演した。1980年代後半からは商業映画にも出演するようになり、1987年にアクション映画『Jalwa』でナシールッディーン・シャーと共演し、1989年にはアーミル・カーン主演の『Raakh』に出演して国家映画賞 助演男優賞を受賞した。また、同年にはパンジャーブ語映画『Marhi Da Deeva』に出演している。1990年に『Ek Doctor Ki Maut』に出演して国家映画賞 審査員特別賞を受賞し、1992年にはマニラトナムの『ロージャー』に出演している。2003年に『マクベス』の翻案映画『Maqbool』でダンカン1世に相当するアッバジ役を演じ、国家映画賞 助演男優賞を受賞した。その後は『The Blue Umbrella』『Dus』『Halla Bol』に出演した。
1986年にはテレビ業界に進出し、『Karamchand』でスシュミタ・ムカルジーと共演した。その後も『Kab Tak Pukaroon』『Zabaan Sambhaal Ke』『Lifeline』『Neem Ka Ped』『Philips Top 10』『Office Office』『Naya Office Office』などのテレビシリーズに出演している。2019年11月には小説『Dopehri』（1992年執筆）を出版し、文学デビューした。

## フィルモグラフィー

### 映画
出演

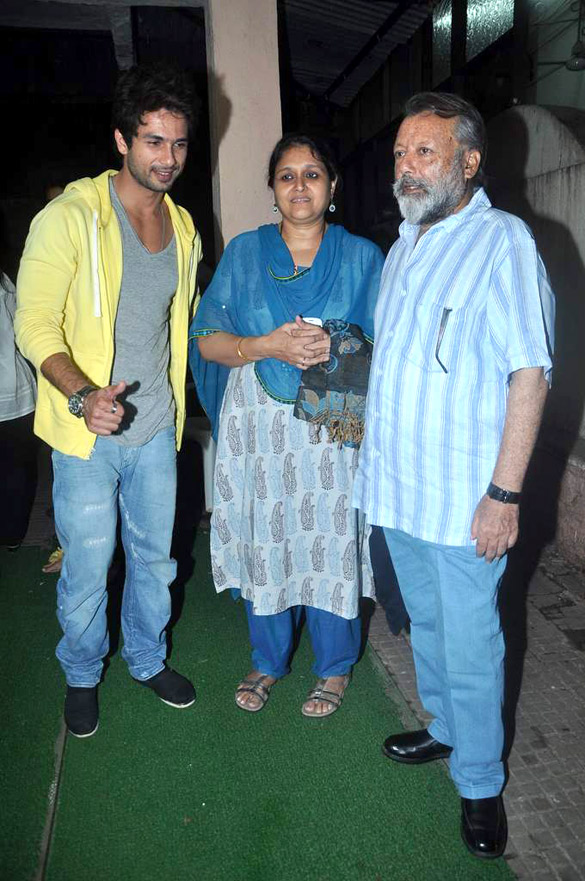
『Teri Meri Kahaani』の試写会に出席するパンカジ・カプール、スプリヤー・パータク、シャーヒド・カプール（2012年）

- Hari Hondal Bargadar : Share Cropper（1981年）
- Kahan Kahan Se Guzar Gaya（1981年）
- ガンジー（1982年）
- Aadharshila（1982年）
- Arohan（1982年）
- Jaane Bhi Do Yaaro（1983年）
- Mandi（1983年）
- Khandhar（1984年）
- Mohan Joshi Hazir Ho!（1984年）
- Khamosh（1985年）
- Aitbaar（1985年）
- Aghaat（1985年）
- Chameli Ki Shaadi（1986年）
- Musafir（1986年）
- Ek Ruka Hua Faisla（1986年）
- Jalwa（1987年）
- 青春の終着点（英語版）（1987年）
- Susman（1987年）
- Main Zinda Hoon（1988年）
- Ek Aadmi（1988年）
- Tamas（1988年）
- Agla Mausam（1989年）
- Raakh（1989年）
- Marhi Da Deeva（1989年）
- Kamla Ki Maut（1989年）
- Ek Doctor Ki Maut（1990年）
- Shadyantra（1990年）
- ロージャー（1992年）
- Aakanksha（1993年）
- The Burning Season（1993年）
- Kokh（1994年）
- Ram Jaane（1995年）
- Rui Ka Bojh（1997年）
- Jackpot Do Karode（2002年）
- Main Prem Ki Diwani Hoon（2003年）
- Maqbool（2004年）
- Dus（2005年）
- The Blue Umbrella（2005年）
- Sehar（2005年）
- Dharm（2007年）
- Halla Bol（2008年）
- Love Khichdi（2009年）
- Good Sharma（2010年）
- Chala Mussaddi... Office Office（2011年）
- Matru Ki Bijlee Ka Mandola（2013年）
- ファニーを探して（2014年）
- Shaandaar（2015年）
- Toba Tek Singh（2018年）
- Happi（2019年）
- Jersey（2022年）
- Lost（2023年）
- Bheed（2023年）

監督
- Mohandas B.A.L.L.B.（1998年）
- Mausam（2011年）

脚本
- Sau Jhooth Ek Sach（2005年）

### テレビシリーズ
- Karamchand (Season 1)（1985-1988年）
- Mungerilal Ke Haseen Sapne（1989-1990年）
- Neem Ka Ped（1991年）
- Phatichar（1991年）
- Zabaan Sambhalke (Season 1)（1993-1994年）
- Zabaan Sambhalke (Season 2)（1997-1998年）
- Mohandas B.A.L.L.B.（1998年）
- Office Office（2000年）
- Tehreer as Munshi Premchand Ki（2004年）
- Naya Office Office（2006-2009年）
- Karamchand (Season 2)（2007年）
- JL50（2020年）

## 受賞歴
| 年                                 | 部門                 | 作品名                         | 結果       | 出典          |
| 国家映画賞                         | 国家映画賞           | 国家映画賞                     | 国家映画賞 | 国家映画賞    |
| ---------------------------------- | -------------------- | ------------------------------ | ---------- | ------------- |
| 1989年                             | 助演男優賞           | 『Raakh』                      | 受賞       | [ 11 ]        |
| 1991年                             | 審査員特別賞         | 『Ek Doctor Ki Maut』          | 受賞       | [ 12 ]        |
| 2004年                             | 助演男優賞           | 『Maqbool』                    | 受賞       | [ 13 ]        |
| フィルムフェア賞                   |                      |                                |            |               |
| 1990年                             | 助演男優賞           | 『Raakh』                      | ノミネート |               |
| 2005年                             | 審査員選出男優賞     | 『Maqbool』                    | 受賞       | [ 14 ]        |
| 2006年                             | 悪役賞               | 『Dus』                        | ノミネート |               |
| 2014年                             | 助演男優賞           | 『Matru Ki Bijlee Ka Mandola』 | ノミネート |               |
| 国際インド映画アカデミー賞         |                      |                                |            |               |
| 2005年                             | 助演男優賞           | 『Maqbool』                    | ノミネート | [ 15 ]        |
| 2006年                             | 悪役賞               | 『Dus』                        | ノミネート | [ 16 ]        |
| 製作者組合映画賞                   |                      |                                |            |               |
| 2004年                             | 助演男優賞           | 『Maqbool』                    | 受賞       | [ 17 ]        |
| 2015年                             | コメディ俳優賞       | 『ファニーを探して』           | ノミネート |               |
| スター・スクリーン・アワード       |                      |                                |            |               |
| 2006年                             | 助演男優賞           | 『Maqbool』                    | ノミネート | [ 18 ]        |
| 2008年                             | 悪役賞               | 『The Blue Umbrella』          | 受賞       | [ 19 ]        |
| 2009年                             | 助演男優賞           | 『Halla Bol』                  | ノミネート | [ 20 ]        |
| ジー・シネ・アワード               |                      |                                |            |               |
| 2005年                             | 審査員選出主演男優賞 | 『Maqbool』                    | 受賞       | [ 21 ] [ 22 ] |
| 2005年                             | 助演男優賞           | 『Maqbool』                    | ノミネート | [ 21 ] [ 22 ] |
| アジア・テレビジョン・アワード     |                      |                                |            |               |
| 2021年                             | 主演男優賞           | 『JL50』                       | ノミネート |               |
| インド・テレビジョン・アカデミー賞 |                      |                                |            |               |
| 2003年                             | コメディ男優賞       | 『Office Office』              | 受賞       | [ 23 ]        |
| 2004年                             | コメディ男優賞       | 『Office Office』              | 受賞       | [ 24 ]        |
| 2007年                             | コメディ男優賞       | 『Office Office』              | 受賞       |               |
| インド・テリー賞                   |                      |                                |            |               |
| 2002年                             | コメディ主演男優賞   | 『Office Office』              | 受賞       | [ 25 ]        |
| 2003年                             | コメディ主演男優賞   | 『Office Office』              | 受賞       |               |
| 2004年                             | コメディ主演男優賞   | 『Office Office』              | ノミネート | [ 26 ] [ 27 ] |
| 2006年                             | コメディ主演男優賞   | 『Office Office』              | ノミネート | [ 28 ] [ 29 ] |
| 2007年                             | コメディ主演男優賞   | 『Office Office』              | ノミネート | [ 30 ] [ 31 ] |